# Bathytropa colasi
Bathytropa colasi là một loài chân đều trong họ Bathytropidae. Loài này được Vandel miêu tả khoa học năm 1954.